# Rievaulx Abbey

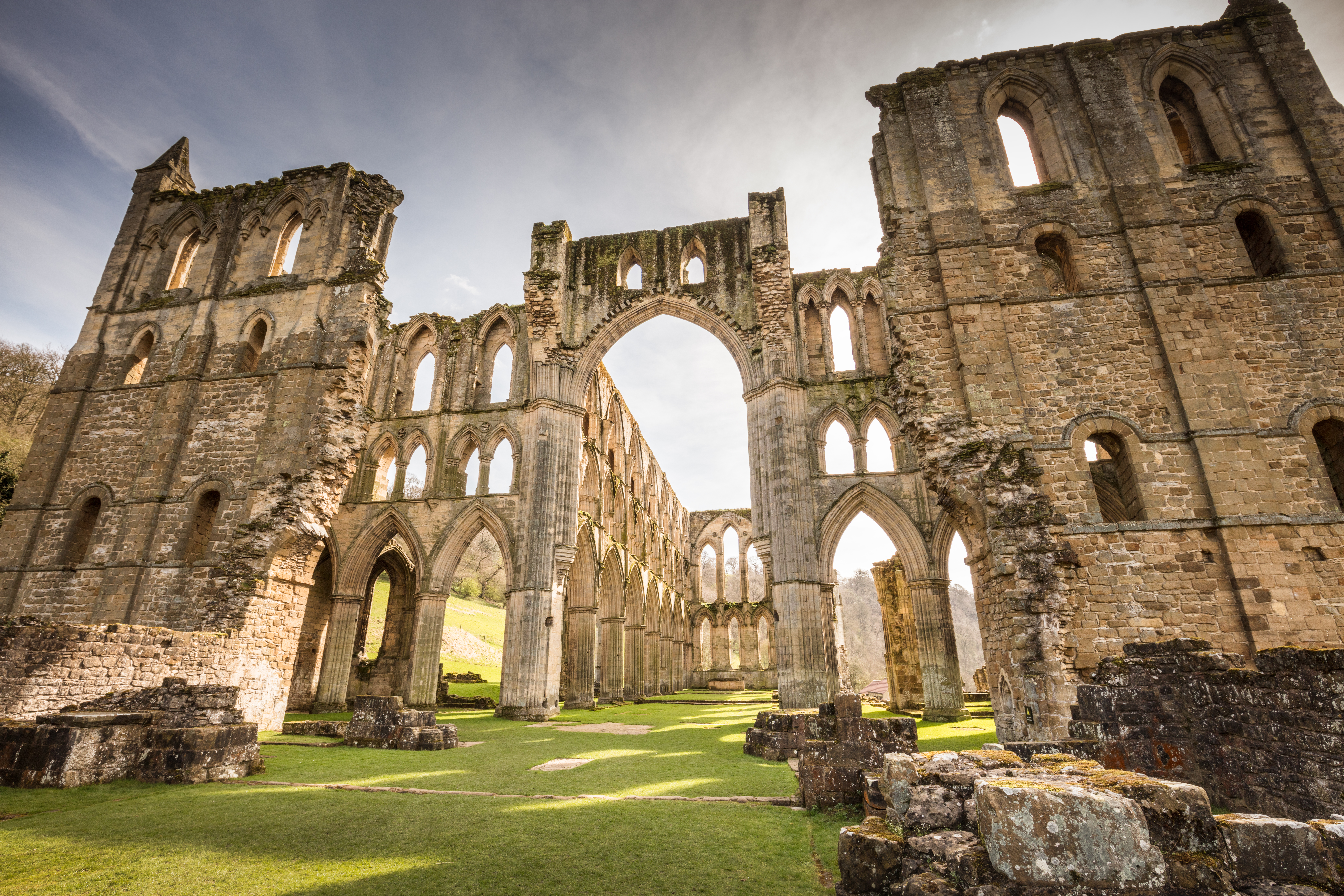
Vierungsbereich und Langchor

Rievaulx Abbey war die erste große Abtei des im ausgehenden 11. Jahrhunderts in Burgund (Zentralfrankreich) entstandenen Zisterzienserordens in England.

## Lage
Die Ruine der Abtei liegt in einem bewaldeten Tal in der Nähe des River Rye in der Nähe von Helmsley in North Yorkshire. Heute gehört das Gebiet zum Nationalpark North York Moors. 2024 betrug die Besucherzahl etwa 51.000 Personen.

## Geschichte
Die Abtei wurde im Jahr 1132 von zwölf Mönchen des Klosters Clairvaux als Missionszentrum für die Kolonisierung von Nordengland und Schottland gegründet und wuchs innerhalb kurzer Zeit zu einer der größten in Yorkshire und konnte sich mit Fountains Abbey messen. Zehn Jahre nach ihrer Gründung lebten dort schon über 300 Ordensmänner. Besonders unter dem Abt Aelred von Rievaulx wuchs die Zahl sehr stark an; bei seinem Tod waren es ca. 650 Chormönche und Brüder.
Um genügend flaches Bauland zu haben, wurde der Fluss im 12. Jahrhundert dreimal umgeleitet. Die Mönche verstanden es auch, ihre Abtei wirtschaftlich zu nutzen: Blei und Eisen wurden abgebaut und die hier produzierte Schafwolle nach ganz Europa verkauft. Mit 24 km² Landbesitz, 140 Mönchen und noch mehr Laienbrüdern wurde die Abtei zu einer mächtigen Institution.
Trotzdem hatte Rievaulx am Ende des 13. Jahrhunderts hohe Schulden, zum einen infolge der intensiven Bautätigkeiten, zum anderen nach dem Verlust vieler Schafe wegen einer Epidemie. Im 14. Jahrhundert kam es außerdem zu Raubüberfällen. Die Aufnahme neuer Laienbrüder wurde schwieriger, nachdem die Bevölkerung stark von der Pest dezimiert wurde. Schließlich blieb den Mönchen nur die Möglichkeit, ihr Land zu verpachten. Im Jahr 1381 gab es nur noch 14 Mönche und 3 Laienmönche sowie den Abt; als Folge davon wurden einige Gebäude verkleinert.
Im Rahmen der Auflösung der englischen Klöster wurde die Abtei im Jahr 1538 von König Heinrich VIII. aufgelöst. Damals gab es noch 72 Gebäude für 21 Mönche, den Abt und 102 Diener.

## Architektur
Die in der zweiten Hälfte des 12. Jahrhunderts entstandene heutige Kirchenruine, deren Langhaus nicht erhalten ist, zeigt eine ausgeprägte dreigeschossige gotische Spitzbogen-Architektur ohne Maßwerk. Der ausschließlich den Mönchen vorbehaltene Chorbereich hat – wie die meisten Kirchen Englands und Schottlands – einen geraden Abschluss und war beinahe ebenso lang wie das für Laien und Pilger bestimmte Langhaus. Ob die ehemals von Seitenschiffen begleitete Kirche gewölbt oder mit einer hölzernen Flachdecke versehen war, ist nicht mehr zu ermitteln. Reste des Kreuzgangs (cloister) und des Refektoriums sind ebenfalls zu sehen.